# 1506-os busz
Az 1506-es jelzésű autóbuszvonal távolsági autóbuszjárat Szeged és Hévíz között, melyet a MÁV Személyszállítási Zrt. lát el.

## Története
Szeged és Hévíz között a Tisza Volán már az 1990-es évek végén is közlekedtetett járatokat. Akkoriban a Balaton partján Siófokon, Balatonszemesen és Keszthelyen álltak meg a járatok. A hévízi járat mellett Szeged és Siófok valamint Szeged és Szekszárd között naponta közlekedtek járatok.
A  hévízi járatok kezdetben május eleje és szeptember vége között közlekedtek, 2004-ben szeptember hónapban szünetelt a járatok közlekedése.
2012 decemberében a Szeged és Siófok között közlekedő járatpárok korlátozásra kerültek. Az egyik járat nyári tanítási szünetben naponta és a hetek első tanítási napját megelőző munkaszüneti napon közlekedett. A másik járat nyári tanítási szünetben péntek, szombat és vasárnap valamint a hetek első tanítási napját megelőző napon szállította az utasokat. A szekszárdi járatok menetrendje is megváltozott
A 2016. június 16-ai menetrend módosításokkal a Szeged és Hévíz között közlekedő járatok útvonala, indulási napjai és menetrendi mezőszáma megváltozott. A járatok Kecskemét érintésével az M5-ös autópályán, M0-s autóúton és M7-es autópályán, nyári tanszünetben naponta közlekedtek. Szeged és Siófok között a nyári tanszünetben naponta és a nyári tanszünetben pénteki, szombati, vasárnapi napokon közlekedő járatok megszűntek. Új autóbuszjáratok indultak Baja és Hévíz között nyári tanszünetben naponta.
A 2018. december 9-ei menetrendváltással Szeged és Siófok között a hetek első tanítási napját megelőző munkaszüneti napokon közlekedő kettő járatpárból az egyik megszűnt, a másik járat menetrendje és útvonala módosult. Siófok felé Mórahalom érintése nélkül közlekedett.
A DAKK által közlekedtetett szekszárdi járat ezután már csak a hetek első tanítási napját megelőző napokon közlekedett
A DAKK szekszárdi járata a 2019. április 7-ei menetrend módosításokkal megszűnt.
A 2021. június 16-ai menetrend módosítások óta a Szegedről induló hévízi járatok korábbi menetrendi mezőjükben és korábbi útvonalukon, Baja, Szekszárd érintésével közlekednek. A Bajáról induló hévízi járat lerövidült Fonyódig. A járatok a Siófok és Keszthely közötti szakaszon több helyen állnak meg.
A 2024. június 22-ei menetrend módosításokkal a Baja és Fonyód között közlekedő járatok megszüntetésre kerültek.
A 2025. június 21-ei menetrend módosítások révén a Hévízről Szegedre közlekedő autóbusz csak felszálló utasok részére Iregszemcse, Községháza, valamint csak leszálló utasok részére Szakály, Autóbusz-váróterem megállóhelyeken is megáll.

## Közlekedése
A járat Szegedet és Hévízet köti össze. Útvonalának hossza 323 km, menetideje Hévíz felé 6 óra 45 perc, Szeged felé 6 óra 50 perc. Nyári tanszünetben naponta egy járatpár szállítja az utasokat.
A hetek első iskolai előadási napját megelőző munkaszüneti napon Szeged és Siófok között közlekedik egy járatpár. Útvonalának hossza 237,7 km, menetideje 4 óra 35 perc.

## Megállóhelyei
| 0  | 0 | Szeged, autóbusz-állomás végállomás                  | 50 | 10 | 5, 6, 9, 19 7F, 21, 60, 60Y, 64, 67, 67Y, 70, 71, 71A, 72, 72A, 73, 73Y, 74, 74A, 74Y, 75, 76, 76Y, 77, 77A, 77Y, 78, 78A, 79H 1374, 1375, 1441, 1486, 1503, 1504, 1507, 1510, 1512, 1513, 1515, 1516, 1517, 1518, 1652 4990, 5000, 5001, 5002, 5003, 5004, 5005, 5007, 5010, 5011, 5012, 5013, 5015, 5016, 5019, 5020, 5021, 5022, 5023, 5024, 5025, 5030, 5031, 5032, 5033, 5034, 5035, 5040, 5041, 5042, 5043, 5044, 5045, 5046, 5047, 5049, 5050, 5054, 5055, 5056, 5058, 5059, 5060, 5061, 5062, 5063, 5064, 5066, 5070, 5071, 5075, 5076, 5109, 5112, 5160, 5188, 5189, 5190, 5329, 5362, 5369                                                                                               |
| 1  | ∫ | Mórahalom, autóbusz-állomás                          | 49 | ∫  | 1486, 1503, 1504, 1652 5031, 5032, 5033, 5034, 5035, 5040, 5042, 5044, 5045, 5328, 5329 |
| ∫  | 1 | Kisszállás, bejárati út                              | ∫  | 9  | 1486, 1504, 1652 5035, 5221, 5284, 5285, 5292, 5306 |
| 2  | 2 | Mélykút, autóbusz-váróterem                          | 48 | 8  | 1486, 1503, 1504, 1652 5035, 5216, 5287, 5289, 5292, 5306, 5320, 5323, 5324, 5328, 5329 |
| ∫  | 3 | Tataháza, autóbusz-váróterem                         | ∫  | 7  | 1113, 1123, 1504, 1652 5035, 5042, 5216, 5289, 5292, 5304, 5320, 5324, 5325, 5327 |
| ∫  | 4 | Felsőszentiván, autóbusz-váróterem                   | ∫  | 6  | 1113, 1123, 1504, 1652 5035, 5042, 5289, 5320, 5321, 5323, 5324, 5327, 5328 |
| ∫  | 5 | Csávoly, autóbusz-váróterem                          | ∫  | 5  | 1113, 1123, 1504, 1577, 1652 5035, 5042, 5289, 5320, 5321, 5323, 5324, 5327, 5328 |
| 3  | 6 | Baja, autóbusz-állomás végállomás                    | 47 | 4  | 3, 4 1110, 1113, 1123, 1486, 1503, 1504, 1524, 1535, 1577, 1652, 1731 5035, 5042, 5219, 5226, 5289, 5310, 5311, 5312, 5314, 5315, 5316, 5320, 5321, 5323, 5324, 5325, 5326, 5327, 5328, 5330, 5331, 5335, 5336, 5337, 5338, 5339, 5358, 5410, 5439, 5475, 5650 |
| 4  | 7 | Szekszárd, autóbusz-állomás                          | 46 | 3  | 1, 4, 4B, 6, 7, 11, 16 1121, 1125, 1131, 1134, 1136, 1547, 1566, 1568, 1652, 1707, 1731, 1843 5353, 5400, 5403, 5404, 5405, 5406, 5407, 5410, 5411, 5412, 5413, 5414, 5415, 5416, 5417, 5419, 5420, 5421, 5422, 5423, 5424, 5425, 5426, 5429, 5430, 5432, 5434, 5435, 5436, 5438, 5439, 5440, 5441, 5442, 5445, 5446, 5447, 5448, 5458, 5624, 5630, 5631, 5634, 5923 személyvonat, Gemenc InterRégió, Sugovica expresszvonat |
| 5  | ∫ | Hőgyész, autóbusz-váróterem                          | 45 | 2  | 5435, 5436, 5438, 5439, 5442, 5496, 5566, 5626, 5923 |
| ∫  | ∫ | Szakály, autóbusz-váróterem                          | 44 | ∫  | 5436, 5439, 5626 |
| 6  | ∫ | Tamási, szolgáltatóház                               | 43 | 1  | 1173, 1740, 1804 5436, 5439, 5502, 5503, 5550, 5551, 5552, 5555, 5556, 5568, 5569, 5570, 5572, 5573, 5575, 5580, 5608, 5626, 6011 |
| ∫  | ∫ | Iregszemcse, községháza                              | 42 | ∫  | 1173, 1740 5439, 5570, 5573, 5574, 5578, 5580, 6010, 6011, 6056 |
| 7  | 8 | Siófok, autóbusz-állomás végállomás                  | 41 | 0  | 1, 2, 2A, 3, 4, 5, 6, 7, 8, 14, 14A, 18, 24, N2, N5 1172, 1174, 1177, 1302, 1402, 1499, 1512, 1528, 1563, 1564, 1592, 1593, 1708, 1740, 1742, 1804, 1842 5358, 5439, 5458, 5608, 5626, 5906, 5916, 5917, 6008, 6010, 6011, 6015, 6016, 6018, 6035, 6038, 6040, 6041, 6042, 6043, 6051, 6053, 6101, 7324, 7325, 8228, 8274, 8325 személyvonat, sebesvonat, Déli<-parti InterRégió, Déli->parti InterRégió, Esti Csók InterRégió, Vitorlás InterRégió, Panoráma expresszvonat, Jégmadár expresszvonat, Aranypart expresszvonat, Ezüstpart expresszvonat, Aranyhíd expresszvonat, Napfürdő expresszvonat, Balaton InterCity, Tópart InterCity, Adria nemzetközi InterCity, Agram nemzetközi InterCity |
| 8  |   | Zamárdi, vasúti megállóhely                          | 40 |    | 1174, 1177, 1402, 1499, 1528, 1592, 1593, 1708, 1742, 1842 5906, 5916, 6016, 6035, 6038, 6040, 6041, 6042, 6043, 6051, 6053, 6101 személyvonat, sebesvonat, Déli<-parti InterRégió, Déli->parti InterRégió, Vitorlás InterRégió, Jégmadár expresszvonat, Aranypart expresszvonat, Ezüstpart expresszvonat, Aranyhíd expresszvonat, Napfürdő expresszvonat, Balaton InterCity, Tópart InterCity |
| 9  |   | Zamárdi, Csap utca                                   | 39 |    | 1402, 1499, 1528, 1592, 1742, 1842 5906, 5916, 6035, 6038, 6040, 6041, 6042, 6043, 6051 |
| 10 |   | Balatonföldvár, szántódi elágazás                    | 38 |    | 1174, 1177, 1402, 1499, 1528, 1592, 1593, 1742, 1842 5906, 5916, 6035, 6038, 6040, 6041, 6042, 6043, 6051, 6101 |
| 11 |   | Balatonföldvár, Mátyás király utca                   | 37 |    | 1174, 1402, 1499, 1528, 1592, 1593, 1742, 1842 5906, 5916, 6035, 6038, 6040, 6041, 6042, 6043, 6051 |
| 12 |   | Balatonföldvár, Központi Autóbusz-váróterem          | 36 |    | 1174, 1177, 1402, 1499, 1528, 1592, 1593, 1742, 1842 5906, 5916, 6035, 6038, 6040, 6041, 6042, 6043, 6051, 6072, 6101 |
| 13 |   | Balatonföldvár, Szépkilátó                           | 35 |    | 1402, 1499, 1528, 1592, 1742, 1842 5906, 6038, 6040, 6041, 6042, 6043, 6051 |
| 14 |   | Balatonszárszó, Jószef Attila üdülő                  | 34 |    | 1402, 1499, 1528, 1592, 1742, 1842 5906, 6038, 6040, 6041, 6042, 6043, 6051 |
| 15 |   | Balatonszárszó, Béketelep                            | 33 |    | 1402, 1499, 1528, 1592, 1742, 1842 5906, 6038, 6040, 6041, 6042, 6043, 6051 |
| 16 |   | Balatonszárszó, Községháza                           | 32 |    | 1177, 1402, 1499, 1528, 1592, 1742, 1842 5906, 6038, 6040, 6041, 6042, 6043, 6051, 6101 |
| 17 |   | Balatonszárszó, Horgásztó                            | 31 |    | 1402, 1499, 1528, 1592, 1742, 1842 5906, 6040, 6041, 6042, 6043 |
| 18 |   | Balatonőszöd, 7. sz. út                              | 30 |    | 1177, 1402, 1499, 1528, 1592, 1742, 1842 5906, 6040, 6041, 6042, 6043, 6101 |
| 19 |   | Balatonszemes, Községháza                            | 29 |    | 1177, 1402, 1499, 1528, 1592, 1742, 1842 5906, 6040, 6041, 6042, 6043, 6101 |
| 20 |   | Balatonszemes, Németh Pál utca                       | 28 |    | 1402, 1499, 1528, 1592, 1742, 1842 5906, 6040, 6041, 6042, 6043 |
| 21 |   | Balatonszemes, Alsó                                  | 27 |    | 1402, 1499, 1528, 1592, 1742, 1842 5906, 6040, 6041, 6042, 6043 |
| 22 |   | Balatonlelle, Rádpusztai elágazás                    | 26 |    | 1402, 1499, 1528, 1592, 1742, 1842 5906, 6040, 6041, 6042, 6043 |
| 23 |   | Balatonlelle, Felső                                  | 25 |    | 1402, 1499, 1528, 1592, 1742, 1842 5906, 6040, 6041, 6042, 6043 |
| 24 |   | Balatonlelle, Becsali köz                            | 24 |    | 1402, 1499, 1528, 1592, 1742, 1842 5906, 6040, 6041, 6042, 6043, 6101 személyvonat, sebesvonat, Déli<-parti InterRégió, Déli->parti InterRégió, Napfürdő expresszvonat, Ezüstpart expresszvonat |
| 25 |   | Balatonlelle, Vasúti megállóhely                     | 23 |    | 1177, 1402, 1499, 1528, 1578, 1579, 1592, 1665, 1673, 1742, 1842 5905, 5906, 6040, 6041, 6042, 6043, 6071, 6101, 6195 személyvonat, sebesvonat, Déli<-parti InterRégió, Déli->parti InterRégió, Esti Csók InterRégió, Vitorlás InterRégió, Jégmadár expresszvonat, Aranypart expresszvonat, Ezüstpart expresszvonat, Aranyhíd expresszvonat, Napfürdő expresszvonat, Balaton InterCity, Tópart InterCity |
| 26 |   | Balatonlelle, Vágóhíd utca                           | 22 |    | 1402, 1499, 1528, 1578, 1579, 1665, 1842 5905, 6040, 6042, 6043, 6071, 6195 |
| 27 |   | Balatonlelle, Benzinkút                              | 21 |    | 1402, 1499, 1528, 1578, 1579, 1665, 1842 5905, 6040, 6042, 6043, 6071, 6195 |
| 28 |   | Balatonboglár, Orvosi rendelő                        | 20 |    | 1402, 1499, 1528, 1578, 1579, 1665, 1673, 1842 5905, 6040, 6042, 6043, 6071, 6195 |
| 29 |   | Balatonboglár, Platán sor                            | 19 |    | 1402, 1499, 1528, 1578, 1579, 1665, 1842 5905, 6040, 6042, 6043, 6071, 6195 |
| 30 |   | Balatonboglár, Vasútállomás                          | 18 |    | 1402, 1499, 1528, 1578, 1579, 1665, 1673, 1842 5905, 5988, 6040, 6042, 6043, 6071, 6175, 6176, 6195 személyvonat, sebesvonat, Déli<-parti InterRégió, Déli->parti InterRégió, Esti Csók InterRégió, Vitorlás InterRégió, Jégmadár expresszvonat, Aranypart expresszvonat, Ezüstpart expresszvonat, Aranyhíd expresszvonat, Napfürdő expresszvonat, Balaton InterCity, Tópart InterCity |
| 31 |   | Balatonboglár, Jankovich üdülőtelep                  | 17 |    | 1402, 1499, 1528, 1578, 1579, 1665, 1842 5905, 5988, 6040, 6042, 6043, 6071, 6195 |
| 32 |   | Ordacsehi elágazás                                   | 16 |    | 1402, 1499, 1528, 1578, 1579, 1665, 1842 5905, 5988, 6040, 6042, 6043, 6071, 6195 |
| 33 |   | Fonyód (Fonyódliget), Vasúti megállóhely bejárati út | 15 |    | 1402, 1499, 1528, 1578, 1579, 1665, 1673, 1842 5905, 5988, 6040, 6042, 6043, 6071, 6195 személyvonat, sebesvonat, Déli<-parti InterRégió, Déli->parti InterRégió, Vitorlás InterRégió, Jégmadár expresszvonat, Aranypart expresszvonat, Ezüstpart expresszvonat, Napfürdő expresszvonat |
| 34 |   | Fonyód (Fonyódliget), Árpád utca                     | 14 |    | 1402, 1499, 1528, 1578, 1579, 1665, 1842 5905, 5988, 6040, 6042, 6043, 6071, 6195 |
| 35 |   | Fonyód (Fonyódliget), Alsó                           | 13 |    | 1402, 1499, 1528, 1578, 1579, 1665, 1842 5905, 5988, 6040, 6042, 6043, 6071, 6195 |
| 36 |   | Fonyód, Vasútállomás                                 | 12 |    | 1, 2 1402, 1499, 1528, 1578, 1579, 1665, 1673, 1723, 1842 5905, 5988, 6040, 6042, 6043, 6071, 6195, 6196 személyvonat, sebesvonat, Déli<-parti InterRégió, Déli->parti InterRégió, Esti Csók InterRégió, Vitorlás InterRégió, Jégmadár expresszvonat, Aranypart expresszvonat, Ezüstpart expresszvonat, Aranyhíd expresszvonat, Napfürdő expresszvonat, Fenyves expresszvonat, Balaton InterCity, Tópart InterCity, Agram nemzetközi InterCity, Adria nemzetközi InterCity |
| 37 |   | Fonyód (Bélatelep), Forduló                          | 11 |    | 1 1402, 1499, 1578, 1579, 1665, 1723 5905, 6042, 6043 |
| 38 |   | Fonyód (Alsóbélatelep), vasúti megállóhely           | 10 |    | 1402, 1499, 1578, 1579, 1665, 1673, 1723 5905, 6042, 6043 személyvonat, sebesvonat, Déli<-parti InterRégió, Déli->parti InterRégió, Napfürdő expresszvonat, Fenyves expresszvonat |
| 39 |   | Balatonfenyves, Tömörkény utca                       | 9  |    | 1402, 1499, 1578, 1579, 1665, 1723 5905, 6042, 6043 |
| 40 |   | Balatonfenyves, Felső                                | 8  |    | 1402, 1499, 1578, 1579, 1665, 1673, 1723 5905, 6042, 6043 |
| 41 |   | Balatonfenyves, vasútállomás                         | 7  |    | 1402, 1499, 1578, 1579, 1665, 1673, 1723 5905, 6042, 6043 személyvonat, sebesvonat, Déli<-parti InterRégió, Déli->parti InterRégió, Napfürdő expresszvonat, Fenyves expresszvonat, Balaton InterCity, Tópart InterCity, Balatonfenyvesi Gazdasági Vasút |
| 42 |   | Balatonkeresztúr, templom                            | 6  |    | 1402, 1499, 1569 |
| 43 |   | Balatonszentgyörgy, Berzsenyi utca 57.               | 5  |    | 1187, 1193, 1194, 1402, 1499, 1569, 1578 6043, 6103, 6162, 6166, 6192, 6193 |
| 44 |   | Keszthely, Egyetem, Kollégium                        | 4  |    | 3 1194, 1402, 1499, 1569, 1579, 1665, 1673, 1723 5974, 5976, 6103, 6162, 6192 |
| 45 |   | Keszthely, autóbusz-állomás                          | 3  |    | 1, 2, 3, 5, C5 1194, 1212, 1402, 1499, 1569, 1579, 1625, 1631, 1636, 1658, 1665, 1666, 1673, 1714, 1723, 1724, 1725, 1732, 1735, 1736, 1794, 1806, 1808, 1846 5974, 5976, 6103, 6162, 6192, 6216, 6218, 6230, 6231, 6237, 6306, 6310, 6316, 6350, 6355, 6360, 6361, 6363, 6364, 6370, 6375, 6384, 6386, 6387, 6391, 6395, 6396, 6398, 6415, 7357, 7721, 7722 személyvonat, sebesvonat, Helikon InterRégió, Lesence expresszvonat, Tanúhegy expresszvonat, Fenyves expresszvonat, Balaton InterCity |
| 46 |   | Keszthely, Bercsényi utca                            | 2  |    | 70, C5 1194, 1402, 1499, 1569, 1625, 1631, 1636, 1658, 1665, 1666, 1673, 1714, 1724, 1725, 1735, 1736, 1794, 1806, 1808 5976, 6103, 6162, 6216, 6218, 6230, 6231, 6237, 6306, 6307, 6310, 6316, 6355, 6360, 6361, 6363, 6364, 6370, 6375, 6384, 6386, 6387, 6391, 6395, 6396, 6398, 6415, 7721, 7722 |
| 47 |   | Keszthely, Egry József utca                          | 1  |    | 1194, 1402, 1499, 1666, 1735, 1794 6218, 6230, 6231, 6237, 6307, 6308, 6310, 6316, 6370, 6375, 6396, 6415 |
| 48 |   | Hévíz, autóbusz-állomás végállomás                   | 0  |    | 1188, 1193, 1194, 1402, 1499, 1569, 1625, 1636, 1658, 1665, 1666, 1673, 1714, 1724, 1725, 1736, 1794, 1806, 1808 5976, 6103, 6162, 6216, 6218, 6230, 6231, 6237, 6306, 6310, 6316, 6350, 6355, 6360, 6361, 6363, 6364, 6370, 6372, 6375, 6383, 6384, 6386, 6387, 6390, 6391, 6395, 6396, 6398, 6415, 7722 |